# Martin Pedersen (fodboldspiller, født 1986)
 For alternative betydninger, se Martin Pedersen. (Se også artikler, som begynder med Martin Pedersen)
Martin Pedersen (født 26. marts 1986 i Danmark) er en dansk tidligere fodboldspiller. Han spillede senest for Hobro IK i Danmark.

## Karriere
Som ung målmand var Martin Pedersen i tre sæsoner en del af superliga-truppen hos Randers FC, inden han satte kursen nordpå, for at få spilletid i Hobro IK i 2. division. 
Martin Pedersen kom til Hobro IK i sommeren 2007, hvor han i 3 år var førstevalg på keeperposten og i 2010 var med til at sikre oprykningen til 1. division. Pedersen blev herefter ansat på politiskolen og søgte derfor nye udfordringer, og skiftede videre til AB. Her var han andetvalg efter Jens Waltorp, og uden en eneste ligakamp spillet, skiftede han tilbage til Hobro i januar 2011.
Martin Pedersen forlod igen Hobro IK i november 2011, da han skulle en tur forbi politiskolen i København i forbindelse med sin uddannelse til politibetjent.
Efter et kort varigt ophold i Vorup FB, skiftede Pedersen for tredje gang til Hobro IK. Han skrev under på en kontrakt, hvor han skulle spille som amatør, så han ved siden af kunne passe sit civile job som politimand. I juli 2015 blev det offentliggjort, at Martin Pedersen stoppede sin aktive karriere for at hellige sig til sit civile erhverv som politibetjent.

## Privat liv
Martin Pedersen arbejder i sin dagligdag som politibetjent hos politiet i Randers.